# Публий Ватиний
Пу́блий Вати́ний (лат. Publius Vatinius; умер вскоре после 42 года до н. э.) — римский военачальник и политический деятель, консул 47 года до н. э. По рождению он не принадлежал к аристократии, начал свою карьеру как судебный оратор. С 59 года до н. э. Ватиний был последовательным сторонником Гая Юлия Цезаря: как народный трибун поддерживал его против сената, добился принятия закона, по которому Цезарь получил в управление Цизальпийскую Галлию и Иллирик. Не позже, чем в 51 году до н. э., Публий стал легатом в армии Цезаря. Сражался на его стороне в гражданской войне, действуя из Брундизия, разбил вражеский флот и установил контроль над Иллириком. За военные заслуги получил от Цезаря консулат. В 45 году до н. э. стал проконсулом Иллирика, но действовал на этот раз менее удачно. После гибели Цезаря был смещён сенатом, стал сторонником второго триумвирата. В 42 году до н. э. был удостоен триумфа. После этого в источниках не упоминается.
Долгое время врагом Публия Ватиния был Марк Туллий Цицерон.

## Происхождение
Публий Ватиний принадлежал к незнатному плебейскому роду, упоминающемуся в источниках со II века до н. э. Первые представители этой семьи жили в Реате, что в землях сабинян. Дед Публия, согласно легенде, первым узнал от Диоскуров о пленении царя Персея во время Третьей Македонской войны (168 год до н. э.) и за это получил освобождение от военной службы и земельный надел; отец упоминается только в Капитолийских и триумфальных фастах, и о нём известен всего один факт: он носил тот же преномен, что и сын.

## Биография

### Ранние годы и начало карьеры
Рождение Публия Ватиния исследователи датируют примерно 95 годом до н. э. Возможно, он появился на свет в Реате. С молодых лет Публий был знаком со многими видными римлянами: так, его другом был народный трибун 67 года до н. э. Гай Корнелий; общим другом Ватиния и Марка Туллия Цицерона был некто Секст Сервилий. Свою карьеру Публий начал с выступлений в судах и отличался в своих речах, по словам Плутарха, «некоторой дерзостью и неуважением к властям». Известно, что в 66 году до н. э. он пришёл с какой-то просьбой к Цицерону, в то время претору, «и, когда тот не ответил согласием сразу же, но довольно долго раздумывал, сказал, что, будь он претором, он бы в таком деле не колебался. Тогда Цицерон, взглянув на его шею с раздувшимся зобом, промолвил: „Да, но ведь у меня не такая толстая шея“». Некоторые учёные связывают с этим эпизодом начало вражды, существовавшей впоследствии между Марком Туллием и Публием Ватинием.
В 63 году до н. э. Ватиний стал квестором, причём по результатам голосования занял последнее место среди победивших кандидатов. Даже столь скромный результат он смог получить исключительно благодаря помощи одного из консулов 64 года, в который проводились выборы (по-видимому, Луция Юлия Цезаря). Сначала Ватиний получил provincia aquaria (предположительно он заведовал водоснабжением Рима), а потом был направлен в Путеолы с задачей перекрыть пути для вывоза из Италии драгоценных металлов. Но вскоре местные жители начали жаловаться в Рим на установленные им поборы, так что Цицерон, бывший одним из консулов этого года, отозвал Ватиния.
В 62 году до н. э. Публий стал легатом в Дальней Испании под началом проконсула Гая Коскония (Фридрих Мюнцер предположил, что это была проквестура). Известно, что он поехал в провинцию по необычному маршруту, не получив на то одобрение сената: через Сардинию и Африку, посетив в пути царя Нумидии Гиемпсала II и ещё одного монарха, некоего Мастанесоса, который больше нигде не упоминается. Визиты к царям, по-видимому, Ватиний хотел использовать в каких-то своих, возможно, корыстных, интересах (существует гипотеза, что к Гиемпсалу его направил Гай Юлий Цезарь); таким образом, легат фактически превратил государственную миссию в личную, legacio libera. И в Испании Публий зарекомендовал себя не самым лучшим образом: Цицерон критикует его деятельность в этой провинции, хотя и в достаточно общих выражениях.

### Трибунат
В следующий раз Ватиний упоминается в источниках в связи с событиями 59 года до н. э., когда он был одним из народных трибунов. Консульскую должность тогда занимали популяр Гай Юлий Цезарь и ставленник сената Марк Кальпурний Бибул, враждовавшие друг с другом; Ватиний и ещё один трибун, Гай Альфий Флав, последовательно поддерживали Цезаря, а Гней Домиций Кальвин, Квинт Анхарий и Гай Фанний — Бибула. На стороне Ватиния и Флава был также один из преторов Квинт Фуфий Кален. Цицерон, принадлежавший к сенатской «партии», в своей речи «Против Ватиния», произнесённой позже, именно на этого трибуна возлагает ответственность за ряд неоднозначных эпизодов политической борьбы. В частности, в день обсуждения аграрного законопроекта Цезаря в народном собрании на Форум не пустили второго консула и его сторонников: «на голову Бибулу вывернули корзину навоза, затем напали на его ликторов и изломали им розги, и, наконец, полетели камни и дротики». Цицерон утверждает, что эту акцию организовал именно Ватиний. В дальнейшем Бибул регулярно заявлял о неблагоприятных небесных знамениях, чтобы помешать коллеге в его законотворческой деятельности, но Ватиний добивался созыва народного собрания, несмотря на эти заявления.
Позже (предположительно в начале октября) имело место так называемое «дело Веттия»: некто Луций Веттий заявил в народном собрании о существовании заговора, цель которого — убийство Гнея Помпея Великого, союзника Цезаря. В числе заговорщиков он назвал ряд представителей аристократической молодёжи (Гая Скрибония Куриона, Марка Юния Брута, Луция Эмилия Лепида Павла, Публия Корнелия Лентула Спинтера) и видных политиков — Луция Корнелия Лентула Нигра, Луция Лициния Лукулла, Луция Домиция Агенобарба, Марка Кальпурния Бибула. Ликтор последнего, по словам Веттия, дал ему кинжал. Но этим показаниям никто не поверил, вскоре Веттий умер в тюрьме, и реальных последствий дело не имело. Звучали предположения, что всё это организовал Ватиний — прежде всего для того, чтобы нанести удар по Лентулу Нигру. Цицерон тремя годами позже заявил, будто Ватиний сначала создал фиктивный заговор, а потом подослал к Веттию убийц.
В конце года Публий предложил законопроект, тут же ставший законом и сыгравший важную роль в дальнейшей истории Рима. Согласно Lex Vatinia, Гай Юлий Цезарь по истечении своего консулата должен был получить в управление Цизальпийскую Галлию и Иллирик сроком на пять лет и пользоваться на территории этих провинций чрезвычайными полномочиями. В последующие годы, опираясь именно на эти регионы, Цезарь предпринял завоевание остальной Галлии.

### Продолжение карьеры
Вскоре после 10 декабря 59 года до н. э., когда истекли трибунские полномочия Ватиния, Цезарь назначил его своим легатом. Но Публия тут же привлекли к суду враги Цезаря, недовольные принятыми в 59 году законами. Суть обвинения неизвестна. Исследователи предполагают, что речь могла идти об оскорблении величества. Обвинителем был Гай Лициний Кальв, судьёй — Гай Меммий. Об исходе процесса источники не сообщают, но, учитывая дальнейший ход событий, приговор мог быть только оправдательным.
По окончании процесса, в марте 58 года до н. э., Ватиний отправился вместе с Цезарем на север. Неизвестно, проследовал ли он вместе с проконсулом в Нарбонскую Галлию или остался в Цизальпинской; но исследователи обратили внимание на то, что в «Записках о галльской войне» Публий не упоминается. К тому же он активно поддерживал народного трибуна Публия Клодия, инспирировавшего в том же году судебное преследование Цицерона, и это означает, что Ватиний находился не слишком далеко от столицы. В 57 году до н. э. он был в Риме и пытался получить должность эдила, но на выборах 20 января 56 года до н. э. потерпел поражение к большому удовольствию Цицерона. По словам последнего, Ватиний

добивался эдилитета вместе с честными людьми и видными мужами, однако не с самыми богатыми и не с самыми влиятельными; голосов своей трибы он не получил, потерял даже Палатинскую трибу, которая, как говорят, помогала губить и разорять государство, и во время этих выборов не добился ничего, кроме полной неудачи.
— Марк Туллий Цицерон. В защиту Сестия, 114.
Причиной этого поражения могло стать отсутствие помощи со стороны Гнея Помпея. Союзник Ватиния Публий Клодий на тех же выборах победил и вскоре привлёк к суду Тита Анния Милона. Ватиний стал свидетелем обвинения на этом процессе, а также на суде над Публием Сестием (февраль—март 56 года до н. э.); но в обоих случаях приговор был оправдательным. В ходе процесса Сестия Цицерон, бывший одним из защитников, произнёс отдельную речь, в которой жёстко раскритиковал Ватиния и, согласно его письму брату, удостоился оваций.
Несмотря на это явное поражение, Ватиний добился своего избрания претором на 55 год до н. э. Предположительно ко времени накануне этих выборов относится эпизод, описанный у Макробия: народ забросал Ватиния, организовавшего гладиаторские состязания, камнями, и тот добился от эдилов запрета для зрителей бросать на сцену что-либо, кроме фруктов. В связи с этим известный шутник Касцеллий на чей-то вопрос, можно ли считать сосновую шишку фруктом, ответил: «Если ты намерен бросить её в Ватиния, то она, без сомнения, фрукт». По-видимому, народ оказался настроен против Ватиния из-за речи Цицерона.
Выборы магистратов на 55 год до н. э. проходили позже, чем обычно, — уже в начале года. Опираясь на поддержку Помпея, Ватиний одержал победу над сенатским кандидатом Марком Порцием Катоном. Враги Публия во главе с Цицероном, целью которых было помешать его вступлению в должность, выдвинули законопроект, согласно которому преторы должны были оставаться частными лицами два месяца после избрания. Предполагалось, что за это время Ватиния можно будет привлечь к суду. Но сенат это предложение отверг, и вступление в должность состоялось. О преторском годе Публия известно очень немногое: в частности, благодаря посредничеству Помпея произошло примирение между Ватинием и Цицероном. Именно последний в 54 году до н. э. по просьбе Цезаря защищал Публия в суде от обвинений в предвыборных нарушениях; в один августовский день до полудня он добился оправдания Марка Ливия Друза Клавдиана, а после полудня — оправдания Ватиния.
В эти годы Ватиний сохранял на расстоянии дружбу и политический союз с Цезарем; известно, что он постоянно информировал Гая Юлия о происходящем в Риме. О нескольких годах его жизни источники молчат, а в конце 51 года до н. э. Публий уже оказывается легатом в галльской армии: в это время он командовал одним из легионов Цезаря, расположившихся на зимних квартирах в Белгике (по соседству были расквартированы легионы Марка Антония, Гая Требония и Квинта Туллия Цицерона).

### Во время гражданской войны
В начале 49 года до н. э., когда борьба между Помпеем и Цезарем переросла в гражданскую войну, Ватиний предположительно оставался легатом в галльской армии. В связи с событиями 49 года до н. э. (Цезарь в это время занял Италию и разгромил испанскую армию Помпея) он не упоминается. В январе 48 года Публий переправился вместе со своим командиром на Балканы и там, на реке Апс, вёл переговоры о перемирии. Помпеянцы, казалось, были настроены миролюбиво, но произошло непредвиденное:

…Из неприятельских рядов вышел Т. Лабиен и начал очень высокомерно говорить о мире и спорить с Ватинием. Во время этих разговоров вдруг со всех сторон полетели копья. Ватиний, которого прикрыли щитами солдаты, спасся, но многие были ранены, в том числе Корнелий Бальб, Л. Плоций, М. Тибурций, несколько центурионов и солдат.
— Гай Юлий Цезарь. Записки о гражданской войне, III, 19.
В результате переговоры были сорваны. Летом 48 года до н. э. Цезарь одержал решающую победу в битве при Фарсале, но Ватиний в это время уже был комендантом Брундизия. Предположительно его задачей было направлять к Цезарю новые резервы из Италии, но пришлось также отбивать атаки помпеянского флота, которым командовал Децим Лелий. Зимой 48—47 годов до н. э., когда Гай Юлий пребывал в Египте, Публий принял участие в войне в Иллирии: здесь помпеянец Марк Октавий теснил цезарианского наместника Квинта Корнифиция, и тот обратился к Ватинию за помощью.
Комендант Брундизия в это время был серьёзно болен, «однако силою воли он победил физические затруднения». Ватиний попросил у наместника Ахайи Квинта Фуфия Калена эскадру, но ждать её пришлось бы слишком долго, так что он спешно подготовил к боевым действиям корабли, имевшиеся в его распоряжении, посадил на них солдат, оставленных Цезарем в Брундизии на лечение, и с этими силами переправился на Балканы. Публий не стал тратить время на штурм тех иллирийских городов, которые продемонстрировали готовность защищаться; вместо этого он двинулся против Марка Октавия и заставил его снять осаду с Эпидавра. У острова Таврида произошло морское сражение, превратившееся из-за тесноты в подобие сухопутной схватки. Ватиний одержал полную победу, так что Октавию, сохранившему всего несколько кораблей, пришлось уплыть в Африку. Восстановив контроль цезарианской «партии» над Иллирией, Ватиний вернулся в Брундизий. Известно, что в этом городе под его опекой жил Цицерон, дожидавшийся возвращения Цезаря с Востока.
Гай Юлий, узнав о военных успехах своего подчинённого, сделал его вместе с Каленом (предположительно в конце сентября 47 года до н. э.) консулом на остаток года — по-видимому, примерно на три месяца. Многие современники явно восприняли такой консулат как неполноценный. Об этом могут говорить, в частности, две остроты Цицерона: «Великое чудо, — сказал он, — произошло в год [избрания] Ватиния, потому что при этом консуле не было ни зимы, ни весны, ни лета, ни осени». А когда Ватиний спросил у Марка Туллия, почему тот не навестил его во время болезни, ответ был таким: «Я хотел прийти в твоё консульство, да ночь мне помешала».
Примерно в это время Ватиний стал членом жреческой коллегии авгуров, получив место, которое освободилось со смертью Аппия Клавдия Пульхра. Существует предположение, что он участвовал в африканском походе Цезаря и битве при Тапсе, но в источниках нет однозначной информации на этот счёт.

### Последние годы
В 45 году до н. э. Ватиний опять отправился в Иллирию с полномочиями проконсула. Его задачей было окончательно замирить эту провинцию и наложить подать на местные общины. Но вскоре стало известно, что Цезарь убит в Риме; тогда иллирийцы снова восстали и в одном из боёв перебили пять римских когорт во главе с Бебием. Ватиний отступил в Эпидамн. Сенат передал остатки его армии вместе с провинцией одному из убийц Цезаря, Марку Юнию Бруту, и Публий сдал полномочия без какого-либо сопротивления. Позже он поддержал второй триумвират и вернулся в Италию. 31 июля 42 года до н. э. Ватиний отпраздновал триумф над иллирийцами, достигнув, таким образом, высшей точки в своей карьере.
Больше Ватиний уже не упоминается в источниках. Предположительно, он вскоре умер. Из одного эпизода в «Сатурналиях» Макробия ясно, что Публий был знаком с Октавианом Августом, но информации недостаточно, чтобы попытаться датировать это знакомство.

## Семья
Пубий Ватиний дважды вступал в брак. Первой его женой была Антония, дочь Марка Антония Кретика, сестра будущего триумвира Марка Антония и племянница по матери Луция Юлия Цезаря (консула 64 года до н. э.). В 45 году до н. э. Ватиний женился во второй раз — на Помпее, о которой больше ничего не известно.

## Оценки
Больше всего первичной информации о Публии Ватинии содержится в разнообразных произведениях Цицерона. Последний до 55 года до н. э. относился к Ватинию крайне враждебно из-за его политических взглядов, высмеивая недостатки его внешности и обличая как человека, призывающего к гражданской войне. Но позже всё изменилось. В 45 году до н. э. Цицерон пишет Ватинию: «Я узнал тебя как благодарнейшего из всех и никогда не переставал заявлять об этом. И ведь ты не только почувствовал благодарность ко мне, но и воздал мне самым щедрым образом». Тот в ответном письме заверил Марка Туллия: «у тебя нет человека, который любил бы тебя больше, чем я».
В историографии Ватиния часто рассматривают как всего лишь орудие Гая Юлия Цезаря. Ф. Мюнцер видит в нём хорошего, хотя и не всегда удачливого, военачальника, а также целеустремлённого и очень способного политика, главным недостатком которого была готовность использовать власть в своих корыстных целях.